# Simms (Oklahoma)
Simms és una concentració de població designada pel cens dels Estats Units a l'estat d'Oklahoma. Segons el cens del 2000 tenia 295 habitants.

## Demografia
Segons el cens del 2000, Simms tenia 295 habitants, 105 habitatges, i 87 famílies. La densitat de població era de 8,1 habitants per km².
Dels 105 habitatges en un 41% hi vivien nens de menys de 18 anys, en un 68,6% hi vivien parelles casades, en un 10,5% dones solteres, i en un 16,2% no eren unitats familiars. En l'11,4% dels habitatges hi vivien persones soles el 4,8% de les quals corresponia a persones de 65 anys o més que vivien soles. El nombre mitjà de persones vivint en cada habitatge era de 2,81 i el nombre mitjà de persones que vivien en cada família era de 3,08.
Per edats la població es repartia de la següent manera: un 29,5% tenia menys de 18 anys, un 10,2% entre 18 i 24, un 24,7% entre 25 i 44, un 25,4% de 45 a 60 i un 10,2% 65 anys o més.
L'edat mediana era de 36 anys. Per cada 100 dones de 18 o més anys hi havia 100 homes.
La renda mediana per habitatge era de 20.804 $ i la renda mediana per família de 21.696 $. Els homes tenien una renda mediana de 26.500 $ mentre que les dones 13.750 $. La renda per capita de la població era de 8.529 $. Entorn del 19,5% de les famílies i el 21,6% de la població estaven per davall del llindar de pobresa.

## Poblacions més properes
El següent diagrama mostra les poblacions més properes.